# Gluringen

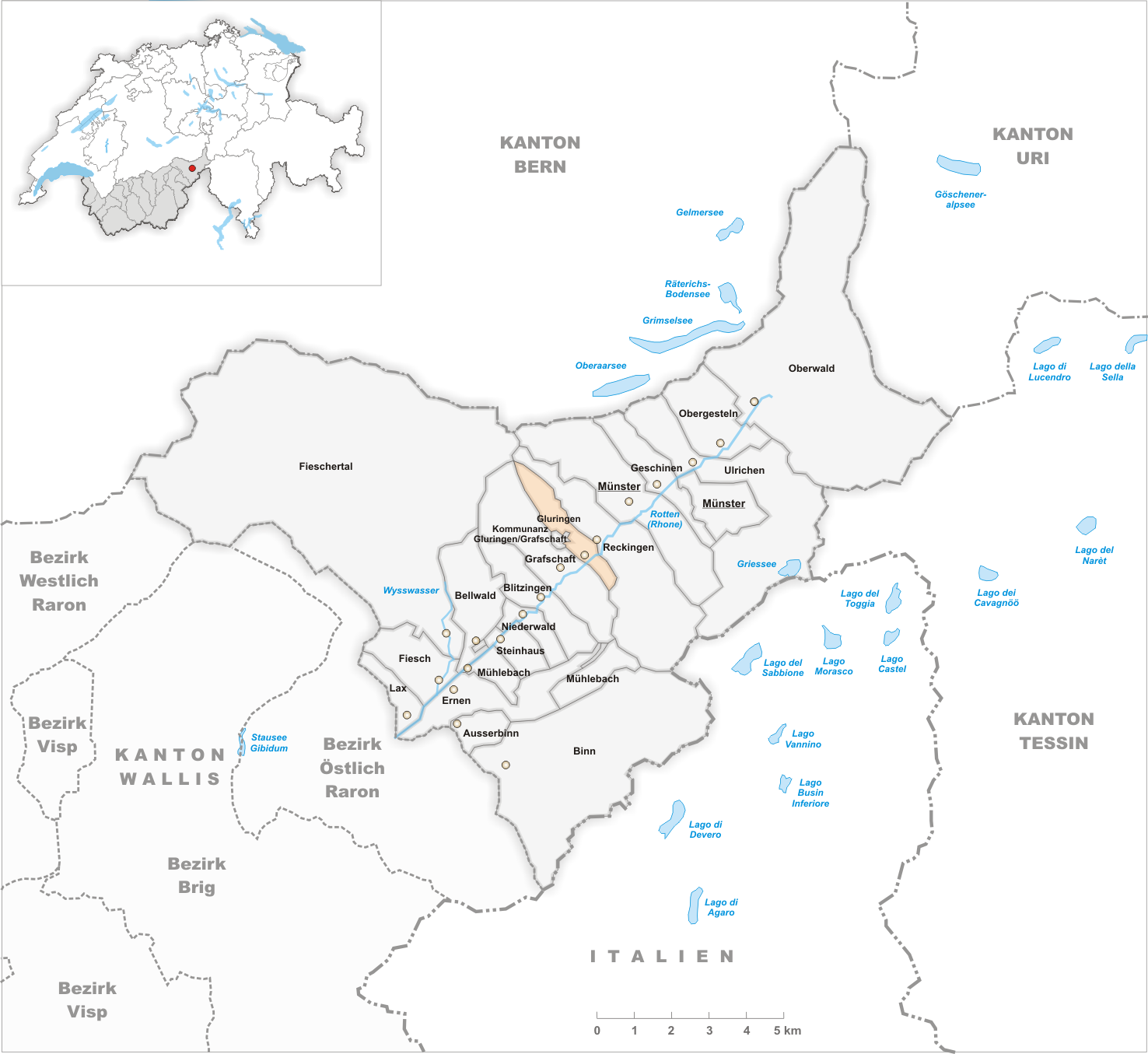
Gemeindestand vor der Fusion am 1. Januar 2004

Gluringen (walliserdeutsch [ˈglyːrigə]) ist eine seit 2017 zur Munizipalgemeinde Goms gehörende Ortschaft im gleichnamigen Bezirk des Schweizer Kantons Wallis. Sie bildet zugleich eine Pfarrgemeinde des Dekanats Ernen.

## Geschichte
Der Ortsname ist ein -ingen-Name, in welchem der althochdeutsche Personenname Gluro steckt und der somit «bei den Leuten, der Sippe des Gluro» bedeutet. Er geht auf die alemannische Besiedlung des Oberwallis im 8./9. Jahrhundert zurück.
Die Gegend muss schon zur Zeit der Römer besiedelt gewesen sein, denn im Gluringer Feld fand man ein römisches Laverzgefäss, welches als Ascheurne verwendet wurde. Urkundlich wurde der Ortsname erstmals im Jahr 1203 erwähnt. Dies geschah im Zusammenhang mit Lodowicus de Gluringen, einem mit den Vertretern der Edlen von Mörel und Fiesch verwandten Adligen. Ob er in der Gegend einen Wohnturm besass, ist unbekannt. Sein Besitz ging jedenfalls im Jahr 1325 an die Ritter von Fiesch über. Im selben Jahr verkauften Cono de Castello und sein Sohn Perrot ihre Huben in Gluringen an die Ritter von Fiesch. Es wird vermutet, dass schon ab 1237, gesichert ist es ab 1367, die Dorfgemeinschaft dem Freigericht Biel unterstellt wurde.
Die heutige Pfarrkirche von Gluringen wurde 1707 geweiht, der Glockenturm wurde im Jahr 1872 erbaut. An diesem Standort standen vorher schon mindestens zwei Kapellen. Für die erste Kapelle wurde 1428 die Baubewilligung durch das Bistum erteilt. Sie wurde um 1640 neu erbaut.
Gluringen fusionierte 2004 mit Reckingen zur Munizipalgemeinde Reckingen-Gluringen und mit dieser 2017 zur Munizipalgemeinde Goms.

## Bevölkerung
| Bevölkerungsentwicklung | Bevölkerungsentwicklung | Bevölkerungsentwicklung | Bevölkerungsentwicklung | Bevölkerungsentwicklung | Bevölkerungsentwicklung | Bevölkerungsentwicklung |
| ----------------------- | ----------------------- | ----------------------- | ----------------------- | ----------------------- | ----------------------- | ----------------------- |
| Jahr                    | 1816                    | 1850                    | 1900                    | 1950                    | 2000                    | 2002                    |
| Einwohner               | 98                      | 126                     | 113                     | 130                     | 161                     | 145                     |

## Gluringen in der Kunst
Der männliche Protagonist in Sabine Haupts Roman Lichtschaden. Zement (2021) stammt aus Gluringen.